# Rainer Jooß
Rainer Jooß (* 9. April 1938 in Stuttgart; † 3. Dezember 2007 in Esslingen/Neckar) war ein deutscher Historiker, Autor und Hochschullehrer.

## Leben und Wirken
Rainer Jooß studierte nach seinem Schulbesuch in Metzingen und Reutlingen, wo er 1957 am Friedrich-List-Gymnasium die Reifeprüfung ablegte, von 1957 bis 1964 Geschichte und Lateinische Philologie an der Eberhard Karls Universität Tübingen und der Universität Wien. 1964 legte er das Staatsexamen für das Lehramt an höheren Schulen ab. Bis 1967 war er dann im Vorbereitungsdienst für den Schuldienst an Gymnasien tätig, der mit dem zweiten Staatsexamen abgeschlossen wurde. Seine Promotion erfolgte 1969 an der Universität Tübingen bei dem Landeshistoriker Hansmartin Decker-Hauff, bei dem er 1967/68 wissenschaftlicher Assistent war. Nach kurzer Tätigkeit als Lehrer am Uhlandgymnasium Tübingen übernahm er im Jahre 1970 den Dienst als Assistent, seit 1971 als Dozent bzw. ab 1974 als Professor für Geschichte und Geschichtsdidaktik an der Pädagogischen Hochschule Esslingen, 1984 wechselte er an die Pädagogische Hochschule Schwäbisch Gmünd. Dort lehrte er bis zu seinem Eintritt in den Ruhestand 2003. Im Ehrenamt leitete Jooß das Stadtmuseum Esslingen, außerdem den Geschichts- und Altertumsverein Esslingen. 1977 entstand der von ihm begründete „Tag der Landesgeschichte“. 1996 erhielt er den Landeslehrpreis.
Neben wissenschaftlichen Arbeiten betätigte sich Rainer Jooß als Autor von Sachbüchern und journalistischen Beiträgen.

## Veröffentlichungen (Auswahl)
Monographien
- Kloster Komburg im Mittelalter. Studien zur Verfassungs-, Besitz- und Sozialgeschichte einer fränkischen Benediktinerabtei (= Forschungen aus Württembergisch-Franken, Bd. 4). Eppinger, Schwäbisch Hall 1971 (= Dissertation Universität Tübingen) (2. überarb. u. erw. Auflage: Thorbecke, Sigmaringen 1987, ISBN 3-7995-7629-0).
- (Red.): Esslingen im Mittelalter. Ausstellungskatalog .... Stadtarchiv Esslingen 1976.
- Zur Geschichte der Tübinger Universität. Werbe-Center Wagner, Tübingen 1977.
- (mit Hannelore Jooß): Evangelische Stadtkirche St. Dionys, Esslingen am Neckar. Schnell & Steiner, Regensburg 1997, ISBN 3-7954-6045-X (4. Aufl. 2018, ISBN 978-3-7954-6045-7).

Aufsätze
- Kloster Komburg bei Schwäbisch Hall und sein Besitz am Mittelrhein. In: Archiv für mittelrheinische Kirchengeschichte, Bd. 24 (1972), S. 75–82.
- Die Ahnenprobe des Georg Philipp von Berlichingen in der Komburger Stiftskirche. In: Württembergisch-Franken, Bd. 59 (1975), S. 3–16 (Digitalisat).
- Zisterzienserheraldik in Esslingen. In: Zeitschrift für württembergische Landesgeschichte, Bd. 40 (1981), S. 46–62.
- Zwei Esslinger Karmeliten der Reformationszeit. Dr. Johannes Busch (Rubi) von Weinsberg und Bernhard Ruff von Aich. In: Esslinger Studien, Bd. 21 (1982), S. 60–69.
- Reisen zu Pferde, im Wagen und zu Fuß. Straßen, Straßenbau und Straßenwesen im europäischen Mittelalter. In: Heimatblätter. Jahrbuch für Schorndorf und Umgebung, Bd. 1 (1984), S. 32–47.
- Gegenstände zur Geschichte des Handwerks und ihre Ausstellung in kleineren Museen. Erfahrungen und Überlegungen. In: Uwe Uffelmann (Hrsg.): Didaktik der Geschichte. Aus der Arbeit der Pädagogische Hochschulen Baden-Württembergs. Neckar-Verlag, Villingen-Schwenningen 1986, S. 302–316, ISBN 3-7883-0847-8.
- Lernen im Museum. Möglichkeiten und Grenzen. Aufgezeigt am neuen Stadtmuseum in Esslingen. In: Eberhard Wilms (Hrsg.): Geschichte, Denk- und Arbeitsfach. Heinz Dieter Schmid zum 65. Geburtstag. Hirschgraben-Verlag, Frankfurt am Main 1986, S. 98–112, ISBN 3-454-59099-X.
- Reichsstädtisches Bürgertum am Ende seiner Epoche. Der Esslinger Bürgermeister Andreas Friedrich Weinland (1720–1796). In: Die alte Stadt, Bd. 16 (1989), S. 315–326.
- Zwiefalten und Kloster Kladrau (Kladruby) in Böhmen. In: Hermann Josef Pretsch (Hrsg.): 900 Jahre Benediktinerabtei Zwiefalten. 2. Aufl. Süddeutsche Verlags-Gesellschaft, Ulm 1990, S. 49–60, ISBN 3-88294-119-7.
- Lehrerbildung in Esslingen 1919–1949. In: Martina Eberspächer (Hrsg.): Von Weimar bis Bonn. Esslingen 1919–1949. Stadt Esslingen 1991, S. 151–168.
- Schwörtage in Esslingen vor 1802. In: Esslinger Studien, Bd. 31 (1992), S. 1–14.
- Schwören und Schwörtage in süddeutschen Reichsstädten. Realien, Bilder, Rituale. In: Anzeiger des Germanischen Nationalmuseums, Jg. 1993, S. 153–168.
- Gemeinde und Pfarreien in Metzingen vor der Reformation. In: Wolfgang Schmierer (Hrsg.): Aus südwestdeutscher Geschichte. Festschrift für Hans-Martin Maurer. Kohlhammer, Stuttgart 1994, S. 194–206, ISBN 3-17-013158-3.
- Erich Keller (1894–1977). In: Rainer Lächele (Hrsg.): Wir konnten uns nicht entziehen. 30 Porträts zu Kirche und Nationalsozialismus in Württemberg. Quell Verlag, Stuttgart 1998, S. 287–298, ISBN 3-7918-3187-9.
- "Eine wahre Weber-Residenz". Zur Geschichte der Weberei und des Weberhandwerks in Langenau. In: Ulm und Oberschwaben, Bd. 51 (2000), S. 54–76.
- "Spitäler des Adels" am Ende ihrer Epoche. Die Ritterstifte Comburg, Odenheim-Bruchsal und Wimpfen im Tal. In: Hans Ulrich Rudolf (Hrsg.): Alte Klöster - neue Herren. Die Säkularisation im deutschen Südwesten 1803. Teil 1. Thorbecke, Ostfildern 2003, S. 551–562, ISBN 3-7995-0212-2.
- Vom Lesebuch zum Geschichtsbuch. Hinweise zur Geschichte des Geschichtsunterrichts in Württemberg im 19. und 20. Jahrhundert. In: Geschichte und Buch. Festkolloquium aus Anlass des 65. Geburtstages von Herrn Bibliotheksdirektor Dr. Ulrich Sieber am 23. Oktober 2003. Universitätsbibliothek Stuttgart 2005, S. 25–48, ISBN 3-926269-69-3.
- Lehrerbildung im Land im 20. Jahrhundert. In: Zeitschrift für württembergische Landesgeschichte, Bd. 64 (2005), S. 321–338.
- Pfarrei und Pfarrkirche St. Michael in Schwäbisch Hall im Spätmittelalter. In: Herta Beutter (Hrsg.): St. Michael in Schwäbisch Hall. Swiridoff, Künzelsau 2006, S. 18–41, ISBN 3-89929-056-9.
- Der Weg zur seminaristische Lehrerbildung in Württemberg. Vorläufer und Anfänger des Lehrerseminars Esslingen. In: Blätter für württembergische Kirchengeschichte, Bd. 107 (2007), S. 77–88.
- Stadtpolitik 1552–1802. In: Birgit Hahn-Woernle (Hrsg.): Esslingen am Neckar. Aspekte der Geschichte. Bechtle, Esslingen am Neckar 2007, S. 77–100, ISBN 978-3-7628-0576-2.
- Schwören und Schwörtage in Reutlingen und in anderen Reichsstädten vor 1802. In: Reutlinger Geschichtsblätter, N.F., Bd. 46 (2007), S. 57–67.

Festschriften
- Gerhard Hergenröder (Hrsg.): Varia historica. Beiträge zur Landeskunde und Geschichtsdidaktik. Rainer Jooß zum 50. Herba-Verlag, Plochingen 1988.

- Gerhard Fritz (Hrsg.): Landesgeschichte und Geschichtsdidaktik. Festschrift für Rainer Jooß (= Gmünder Hochschulreihe, Bd. 24). Pädagogische Hochschule Schwäbisch Gmünd 2004, ISBN 3-925555-28-5.